# Trigonias
Trigonias is een geslacht van uitgestorven zoogdieren, dat voorkwam in het Laat-Eoceen en Vroeg-Oligoceen.

## Beschrijving
Deze hoornloze neushoorn behoorde tot het oudste geslacht uit de familie Rhinocerotidae. Het tweehonderdvijftig centimeter lange lichaam werd gedragen door vier sterke poten. De hoeveelheid tanden was per soort verschillend.

## Vondsten
Resten van dit dier werden gevonden in Noord-Amerika (Montana, Yanhuitlán-formatie in Mexico) en Europa (Frankrijk), waaronder een zeer goed geconserveerd skelet.